# Казилина Норд (Фрозиноне)
Казилина Норд је насеље у Италији у округу Фрозиноне, региону Лацио.
Према процени из 2011. у насељу је живело 30 становника. Насеље се налази на надморској висини од 179 м.